# دیوانه‌ای در شهر
دیوانه‌ای در شهر داستانی از ژرژ سیمنون نویسنده بلژیکی است. 

## داستان
ماجرای دیوانه‌ای در شهر در شهر کوچکی در جنوب فرانسه روی می دهد. مگره در قطاری که به بوردو می رود متوجه مردی می‌شود که رفتار مشکوکی دارد. مرد نزدیک شهر برژراک از قطار بیرون می پرد و مگره نیز با واکنشی غریزی او را تعقیب می کند، اما قبل از اینکه بتواند مانع فرار مرد شود مورد هدف گلوله او قرار می گیرد. مگره که زخمی در بیمارستان شهر کوچک برژراک بستری می‌شود و این آغاز آشنایی او با گروهی از افراد با نفوذ شهر است که آنها نیز رفتاری عجیب و مرموز دارند. مگره از طریق این افراد در می یابد که مردی شبها در حومه برژراک پرسه می زند و تا آن زمان به دو زن حمله کرده و آنان را کشته است. تحقیقات بعدی مگره او را درگیر ماجرای مخوفی می کند که ابعاد تازه ای از نمیه تاریک ذهن انسانی را برملا می سازد.